# Johann Christoph Mocker II.
Johann Christoph Mocker II. (auch Mockert, * nach 1698 in Langenstein; † 6. November 1753 in Roßleben) war Mitte des 18. Jahrhunderts ein deutscher Orgelbauer in Roßleben im Kurfürstentum Sachsen. Er ist Mitglied der Orgelbauerfamilie Mocker.

## Leben
Um 1717 zog Johann Christoph Mocker II. nach Roßleben. Vor 1720 war er Geselle beim hochgräflichen Orgelbauer Johann Georg Papenius in Stolberg. Von 1720 bis 1753 war er als Orgelbauer tätig. 1732 bewarb er sich um den Titel "fürstlich-weißenfelsischer Hof- und Landorgelmacher".
Sein Vater, Johann Christoph Mocker I., war um 1690 Hoforgelbauer in Halberstadt.

## Werke (Auswahl)
Ein großes „P“ steht für ein selbstständiges Pedal, ein kleines „p“ für ein angehängtes Pedal. Eine Kursivierung zeigt an, dass die betreffende Orgel nicht mehr erhalten ist oder lediglich noch der Prospekt aus der Werkstatt stammt.
| Jahr    | Ort              | Gebäude                 | Bild | Manuale | Register | Bemerkungen                                                                             |
| ------- | ---------------- | ----------------------- | ---- | ------- | -------- | --------------------------------------------------------------------------------------- |
| 1718    | Vitzenburg       | St. Johannes der Täufer |      |         |          | Neubau                                                                                  |
| um 1720 | Weißenschirmbach | St. Nikolai             |      | I/P     | 9        | Neubau, im Zustand bedroht und fast unspielbar                                          |
| um 1720 | Memleben         | St. Martin              |      |         |          | Neubau, 1870 durch Neubau von Friedrich Gerhardt ersetzt                                |
| 1728    | Reinsdorf        | St. Johannes Baptista   |      | II/P    | 24       | Neubau                                                                                  |
| 1728    | Kämmeritz        | Dorfkirche              |      | I/P     | 8        | Neubau                                                                                  |
| 1736    | Frankleben       | St. Martini             |      |         |          | Neubau                                                                                  |
| 1741    | Bucha            | St. Cäcilia             |      | I/P     | 12       | Neubau                                                                                  |
| 1747    | Ködderitzsch     | Dorfkirche              |      | I/P     | 9        | Neubau, zusammen mit Andreas Mocker                                                     |
| 1750    | Oechlitz         | St. Gotthart            |      | II/P    | 19       | Neubau                                                                                  |
| 1750    | Schleberoda      | Johann‑Georgen‑Kirche   |      |         |          | Neubau, 2017 Restaurierung                                                              |
| 1753    | Barnstädt        | St. Wenzel              |      | 21      | II/P     | Neubau, 1863 durch Neubau von Wilhelm Hellermann aus Querfurt ersetzt, Gehäuse erhalten |
| 1753    | Kreypau          | Dorfkirche              |      |         |          | Neubau, durch Adam Molau fertiggestellt                                                 |